# Gaston Boissier
Gaston Boissier, (Nîmes, 1823-Viroflay, 1908) fue un filólogo, historiador, estudioso de la Antigüedad y escritor francés. 
Su vida se consagró a la enseñanza, la investigación y la literatura. Formado en la Escuela Normal Superior de Paris, fue profesor de Retórica en Angulema y Nimes. Habiendo obtenido el grado de Doctor, llegó a la posición de profesor de poesía latina en el Colegio de Francia. Obtuvo diversos reconocimientos y honores: miembro de la Legión de Honor y de la Academia Francesa, también fue reconocido en muchas instituciones extranjeras. Boissier descolló por sus obras eruditas sobre la Antigüedad clásica; entre ellas, Cicéron et ses amis. Étude sur la société romaine du temps de César (1865), fue una de las más valoradas.
En sus últimos años destacaron Promenades archéologiques: Rome et Pompéi (1880); L'Afrique romaine, promenades archéologiques (1901); La Fin du paganisme (2 vols, 1891); Tacite (1903), La Conjuration de Catilina (1905); ...

## Principales obras
- Étude sur Terentius Varro (1859)
- Cicéron et ses amis. Étude sur la société romaine du temps de César (1865)
- La religion romaine d´Auguste aux Antonins" (1874)
- L´opposition sous les Césars (1875)
- Promenades archéologiques: Rome et Pompéi (1880)
- Nouvelles promenades archéologiques: Horace et Virgile (1886)
- Madame de Sévigné (1887)
- La fin du paganisme (2 vols, 1891)
- Tacite (1903)
- La Conjuration de Catilina (1905)

## Principales traducciones
- Cicerón y sus amigos. Estudio de la sociedad romana del tiempo de César, traducción de Antonio Salazar. Buenos Aires: Albatros, 1944.
- La oposición bajos los Césares, Buenos Aires. Ed. "El Ateneo", 1944.
- Tácito, traducción de Sara Jaroslavsky. Buenos Aires: Ed. Americalee, 1944.
- El fin del paganismo: estudio de las últimas luchas religiosas en el siglo IV en Occidente, edición de Pedro Miguel Pérez Errea, traducción de Pedro González Blanco. Pamplona: Analecta, 2014. ISBN 978-84-92489-35-0.
- Paseos arqueológicos: Roma y Pompeya, traducción de Eusebio de Gorbea. Buenos Aires: Emecé, 1946.
- Nuevos paseos arqueológicos: La quinta de Horacio,..., Traducción de Domingo Vaca. Madrid: Daniel Jorro Ed. 1913.
- La conjuración de Catilina, traducción de F. Rodríguez Menéndez. Oviedo: KRK Ediciones, 2021. ISBN 978-84-8367-712-4